# Жедринка
Жедринка — село в Белоярском муниципальном образовании Новобурасского района Саратовской области России.

## География
Село располагается в 80 км на север от Саратова.

## Население
| 2010 |
| ---- |
| 43   |

## Инфраструктура
Начальная школа с. Жедринка ликвидирована в 2012 г.
В селе 1 улица   -Советская.